# 1 000 kilomètres de Spa 1986
Navigation
Édition précédente Édition suivante
Les 1 000 kilomètres de Spa 1986 (officiellement appelé le  1000 km de Spa-Francorchamps Kouros ), disputées le 15 septembre 1986 sur le Circuit de Spa-Francorchamps, ont été la dix-huitième édition de cette épreuve et la huitième manche du Championnat du monde des voitures de sport 1986.

## La course

### Classement de la course
Voici le classement officiel au terme de la course,,,.
- Les premiers de chaque catégorie du championnat du monde sont signalés par un fond jaune.
- Pour la colonne Pneus, il faut passer le curseur au-dessus du modèle pour connaître le manufacturier de pneumatiques.
- Les voitures ne réussissant pas à parcourir 75% de la distance du gagnant sont non classées (NC).

| Pos  | Classe | no  | Écurie                                        | Pilotes                                               | Châssis                            | Pneus | Tours | Temps                    |
| Pos  | Classe | no  | Écurie                                        | Pilotes                                               | Moteur                             | Pneus | Tours | Temps                    |
| ---- | ------ | --- | --------------------------------------------- | ----------------------------------------------------- | ---------------------------------- | ----- | ----- | ------------------------ |
| 1    | C1     | 17  | Brun Motorsport                               | Thierry Boutsen Frank Jelinski                        | Porsche 962C                       | M     | 145   | 5 h 35 min 54 s 540      |
| 1    | C1     | 17  | Brun Motorsport                               | Thierry Boutsen Frank Jelinski                        | Porsche Type-935 2.8L Flat-6 Turbo | M     | 145   | 5 h 35 min 54 s 540      |
| 2    | C1     | 52  | Silk Cut Jaguar                               | Jan Lammers Derek Warwick                             | Jaguar XJR-6                       | D     | 145   | + 0 s 800                |
| 2    | C1     | 52  | Silk Cut Jaguar                               | Jan Lammers Derek Warwick                             | Jaguar 6.5L V12 Atmo               | D     | 145   | + 0 s 800                |
| 3    | C1     | 1   | Rothmans Porsche                              | Hans-Joachim Stuck Derek Bell                         | Porsche 962C                       | D     | 145   | + 29s 290                |
| 3    | C1     | 1   | Rothmans Porsche                              | Hans-Joachim Stuck Derek Bell                         | Porsche Type-935 3.0L Flat-6 Turbo | D     | 145   | + 29s 290                |
| 4    | C1     | 7   | Blaupunkt Joest Racing                        | Klaus Ludwig Paolo Barilla                            | Porsche 956B                       | G     | 144   | + 1 tour                 |
| 4    | C1     | 7   | Blaupunkt Joest Racing                        | Klaus Ludwig Paolo Barilla                            | Porsche Type-935 2.6L Flat-6 Turbo | G     | 144   | + 1 tour                 |
| 5    | C1     | 51  | Silk Cut Jaguar                               | Jean-Louis Schlesser Eddie Cheever                    | Jaguar XJR-6                       | D     | 143   | + 2 tours                |
| 5    | C1     | 51  | Silk Cut Jaguar                               | Jean-Louis Schlesser Eddie Cheever                    | Jaguar 6.5L V12 Atmo               | D     | 143   | + 2 tours                |
| 6    | C1     | 61  | Kouros Racing Team                            | Henri Pescarolo Mike Thackwell                        | Sauber C8                          | G     | 140   | + 5 tours                |
| 6    | C1     | 61  | Kouros Racing Team                            | Henri Pescarolo Mike Thackwell                        | Mercedes-Benz M117 5.0 L V8 Turbo  | G     | 140   | + 5 tours                |
| 7    | C1     | 2   | Rothmans Porsche                              | Jochen Mass Bob Wollek                                | Porsche 962C                       | D     | 140   | + 5 tours                |
| 7    | C1     | 2   | Rothmans Porsche                              | Jochen Mass Bob Wollek                                | Porsche Type-935 3.0L Flat-6 Turbo | D     | 140   | + 5 tours                |
| 8    | C1     | 8   | Joest Racing                                  | "John Winter" Vern Schuppan Kris Nissen               | Porsche 956                        | G     | 139   | + 6 tours                |
| 8    | C1     | 8   | Joest Racing                                  | "John Winter" Vern Schuppan Kris Nissen               | Porsche Type-935 2.6L Flat-6 Turbo | G     | 139   | + 6 tours                |
| 9    | C1     | 19  | Brun Motorsport                               | Didier Theys Massimo Sigala Walter Brun               | Porsche 956                        | M     | 139   | + 6 tours                |
| 9    | C1     | 19  | Brun Motorsport                               | Didier Theys Massimo Sigala Walter Brun               | Porsche Type-935 2.8L Flat-6 Turbo | M     | 139   | + 6 tours                |
| 10   | C1     | 14  | Liqui Moly                                    | James Weaver Mauro Baldi                              | Porsche 956GTi                     | G     | 135   | + 10 tours               |
| 10   | C1     | 14  | Liqui Moly                                    | James Weaver Mauro Baldi                              | Porsche Type-935 2.8L Flat-6 Turbo | G     | 135   | + 10 tours               |
| 11   | C1     | 33  | Danone Porsche España John Fitzpatrick Racing | Emilio de Villota Fermín Vélez                        | Porsche 956B                       | G     | 134   | + 11 tours               |
| 11   | C1     | 33  | Danone Porsche España John Fitzpatrick Racing | Emilio de Villota Fermín Vélez                        | Porsche Type-935 2.6L Flat-6 Turbo | G     | 134   | + 11 tours               |
| 12   | C1     | 10  | Porsche Kremer Racing                         | Bruno Giacomelli Volker Weidler                       | Porsche 962C                       | Y     | 134   | + 11 tours               |
| 12   | C1     | 10  | Porsche Kremer Racing                         | Bruno Giacomelli Volker Weidler                       | Porsche Type-935 2.8L Flat-6 Turbo | Y     | 134   | + 11 tours               |
| 13   | C2     | 79  | Ecurie Ecosse                                 | Ray Mallock Marc Duez                                 | Ecosse C286                        | A     | 133   | + 12 tours               |
| 13   | C2     | 79  | Ecurie Ecosse                                 | Ray Mallock Marc Duez                                 | Rover V64V 3.0L V6 Atmo            | A     | 133   | + 12 tours               |
| 14   | C2     | 70  | Spice Engineering                             | Gordon Spice Ray Bellm                                | Spice SE86C                        | A     | 132   | + 13 tours               |
| 14   | C2     | 70  | Spice Engineering                             | Gordon Spice Ray Bellm                                | Ford Cosworth DFL 3.3L V8 Atmo     | A     | 132   | + 13 tours               |
| 15   | C2     | 75  | ADA Engineering                               | Evan Clements (de) Ian Harrower                       | Gebhardt JC843                     | A     | 123   | + 22 tours               |
| 15   | C2     | 75  | ADA Engineering                               | Evan Clements (de) Ian Harrower                       | Ford Cosworth DFL 3.3L V8 Atmo     | A     | 123   | + 22 tours               |
| 16   | C1     | 45  | Patrick Oudet Vetir Racing                    | Patrick Oudet Jean-Claude Justice (de)                | Rondeau M382                       | D     | 122   | + 23 tours               |
| 16   | C1     | 45  | Patrick Oudet Vetir Racing                    | Patrick Oudet Jean-Claude Justice (de)                | Ford Cosworth DFL 3.3L V8 Atmo     | D     | 122   | + 23 tours               |
| 17   | C2     | 90  | Jens Winther Denmark                          | Jens Winther Angelo Pallavicini (de)                  | URD C83                            | A     | 121   | + 24 tours               |
| 17   | C2     | 90  | Jens Winther Denmark                          | Jens Winther Angelo Pallavicini (de)                  | BMW M88 3.5L I6 Atmo               | A     | 121   | + 24 tours               |
| 18   | C1     | 66  | Cosmic Racing Promotions                      | Costas Los Tiff Needell                               | March 84G                          | A     | 114   | + 31 tours               |
| 18   | C1     | 66  | Cosmic Racing Promotions                      | Costas Los Tiff Needell                               | Porsche Type-935 2.6L Flat-6 Turbo | A     | 114   | + 31 tours               |
| 19   | C2     | 72  | John Bartlett Racing                          | David Mercer Ian Khan (en) Kenneth Leim               | Bardon DB1                         | ?     | 112   | + 33 tours               |
| 19   | C2     | 72  | John Bartlett Racing                          | David Mercer Ian Khan (en) Kenneth Leim               | Ford Cosworth DFL 3.3L V8 Atmo     | ?     | 112   | + 33 tours               |
| 20   | C2     | 102 | Lucien Rossiaud (de)                          | Lucien Rossiaud (de) Bruno Sotty Noël del Bello (de)  | Rondeau M379C                      | A     | 109   | + 36 tours               |
| 20   | C2     | 102 | Lucien Rossiaud (de)                          | Lucien Rossiaud (de) Bruno Sotty Noël del Bello (de)  | Ford Cosworth DFV 3.0L V8 Atmo     | A     | 109   | + 36 tours               |
| 21   | C2     | 77  | Chamberlain Engineering                       | Will Hoy Gareth Chapman                               | Tiga TS85                          | A     | 107   | + 38 tours               |
| 21   | C2     | 77  | Chamberlain Engineering                       | Will Hoy Gareth Chapman                               | Hart 418T 1.8L I4 Turbo            | A     | 107   | + 38 tours               |
| 22   | C2     | 99  | Roy Baker Racing Tiga                         | Les Blackburn Thorkild Thyrring                       | Tiga GC286                         | A     | 104   | + 41 tours               |
| 22   | C2     | 99  | Roy Baker Racing Tiga                         | Les Blackburn Thorkild Thyrring                       | Ford Cosworth BDT 1.7L I4 Turbo    | A     | 104   | + 41 tours               |
| NC   | C2     | 92  | Automobiles Louis Descartes                   | Louis Descartes Jacques Heuclin Hubert Striebig       | ALD 02                             | A     | 100   | + 45 tours               |
| NC   | C2     | 92  | Automobiles Louis Descartes                   | Louis Descartes Jacques Heuclin Hubert Striebig       | BMW M88 3.5L I6 Atmo               | A     | 100   | + 45 tours               |
| Abd. | C2     | 89  | Martin Schanche Racing                        | Martin Schanche David Kennedy                         | Argo JM19                          | G     | 98    | Boite de vitesses        |
| Abd. | C2     | 89  | Martin Schanche Racing                        | Martin Schanche David Kennedy                         | Zakspeed 1.9L I4 Turbo             | G     | 98    | Boite de vitesses        |
| Abd. | C1     | 18  | Brun Motorsport                               | Oscar Larrauri Jesús Pareja                           | Porsche 962C                       | M     | 72    | Moteur                   |
| Abd. | C1     | 18  | Brun Motorsport                               | Oscar Larrauri Jesús Pareja                           | Porsche Type-935 2.8L Flat-6 Turbo | M     | 72    | Moteur                   |
| Abd. | C1     | 20  | Tiga Team                                     | Tim Lee-Davey Neil Crang                              | Tiga GC86                          | D     | 67    | Accident                 |
| Abd. | C1     | 20  | Tiga Team                                     | Tim Lee-Davey Neil Crang                              | Ford Cosworth DFL 3.3L V8 Atmo     | D     | 67    | Accident                 |
| Abd. | C2     | 80  | Carma FF SRL                                  | Ruggero Melgrati (pl) Martino Finotto Carlo Facetti   | Alba AR6                           | A     | 46    | Boite de vitesses        |
| Abd. | C2     | 80  | Carma FF SRL                                  | Ruggero Melgrati (pl) Martino Finotto Carlo Facetti   | Carma FF 1.9L I4 Turbo             | A     | 46    | Boite de vitesses        |
| Abd. | C2     | 97  | Roy Baker Racing Tiga                         | Max Cohen-Olivar John Sheldon John Andrews            | Tiga GC285                         | A     | 44    | Moteur                   |
| Abd. | C2     | 97  | Roy Baker Racing Tiga                         | Max Cohen-Olivar John Sheldon John Andrews            | Ford Cosworth BDT 1.7L I4 Turbo    | A     | 44    | Moteur                   |
| Abd. | GTP    | 21  | Richard Cleare Racing (pl)                    | Richard Cleare (pl) David Leslie                      | March 85G                          | G     | 40    | Echappement              |
| Abd. | GTP    | 21  | Richard Cleare Racing (pl)                    | Richard Cleare (pl) David Leslie                      | Porsche Type-962 3.2L Flat-6 Turbo | G     | 40    | Echappement              |
| Abd. | C2     | 104 | Jean-Claude Ferrarin (de)                     | Jean-Claude Ferrarin (de) Philippe Mazué              | Isolia 001                         | A     | 24    | Pompe à huile            |
| Abd. | C2     | 104 | Jean-Claude Ferrarin (de)                     | Jean-Claude Ferrarin (de) Philippe Mazué              | Ford Cosworth DFV 3.0L V8 Atmo     | A     | 24    | Pompe à huile            |
| Abd. | C2     | 98  | Roy Baker Racing Tiga                         | Michael Hall David Andrews                            | Tiga GC286                         | A     | 22    | Feu                      |
| Abd. | C2     | 98  | Roy Baker Racing Tiga                         | Michael Hall David Andrews                            | Ford Cosworth BDT 1.7L I4 Turbo    | A     | 22    | Feu                      |
| Abd. | C1     | 9   | Obermaier Racing                              | Jürgen Lässig Dudley Wood Hervé Regout                | Porsche 956                        | G     | 11    | Turbo                    |
| Abd. | C1     | 9   | Obermaier Racing                              | Jürgen Lässig Dudley Wood Hervé Regout                | Porsche Type-935 2.6L Flat-6 Turbo | G     | 11    | Turbo                    |
| Abd. | C2     | 83  | Luigi Taverna Techno Racing                   | Luigi Taverna Gianpiero Lauro Piercarlo Ghinzani      | Alba AR3                           | A     | 7     | Suspension               |
| Abd. | C2     | 83  | Luigi Taverna Techno Racing                   | Luigi Taverna Gianpiero Lauro Piercarlo Ghinzani      | Ford Cosworth DFL 3.3L V8 Atmo     | A     | 7     | Suspension               |
| Np.  | C1     | 63  | Ernst Schuster                                | Ernst Schuster Siegfried Brunn                        | Porsche 936C                       | D     | -     | Accident lors des essais |
| Np.  | C1     | 63  | Ernst Schuster                                | Ernst Schuster Siegfried Brunn                        | Porsche Type-962 2.8L Flat-6 Turbo | D     | -     | Accident lors des essais |
| Np.  | C2     | 95  | Roland Bassaler (de)                          | Dominique Lacaud Roland Bassaler (de) Gérard Tremblay | Sauber SHS C6                      | A     | -     | Moteur                   |
| Np.  | C2     | 95  | Roland Bassaler (de)                          | Dominique Lacaud Roland Bassaler (de) Gérard Tremblay | BMW M88 3.5L I6 Atmo               | A     | -     | Moteur                   |
| Nq.  | C2     | 105 | Kelmar Racing                                 | Pasquale Barberio Maurizio Gellini                    | Tiga GC85                          | A     | -     |                          |
| Nq.  | C2     | 105 | Kelmar Racing                                 | Pasquale Barberio Maurizio Gellini                    | Ford Cosworth DFL 3.3L V8 Atmo     | A     | -     |                          |

## Pole position et record du tour
- Pole position :  Thierry Boutsen (#17 Brun Motorsport) en 2 min 06 s 870
- Meilleur tour en course :  Eddie Cheever (#61 Silk Cut Jaguar) en 2 min 09 s 380

## À noter
- Longueur du circuit : 6,949 km
- Distance parcourue par les vainqueurs : 1 007,605 km